# Альфа: Антитеррор
Альфа: Антитеррор — компьютерная игра в жанре пошаговая тактическая стратегия, симулятор спецназа, разработанная компанией MiST Land South и изданная компанией GFI / Руссобит-М 20 января 2005 года. Имеет самостоятельное продолжение: «Альфа: Антитеррор. Мужская работа».
В игре необходимо руководить действиями отряда элитного спецподразделения «Альфа», созданного для борьбы с экстремистскими бандформированиями.

## Сюжет
Игрок начинает службу простым лейтенантом, приглашенным на работу в спецподразделение «Альфа» в 1983 году. Постепенно он продвигается по служебной лестнице, выполняя задания и перенося испытания, выпавшие на его долю и долю России. Афганистан (1984—1988), затем распад СССР и межнациональные распри на территории бывшего Союза, первая чеченская война (1994—1996), борьба с террористами в Дагестане (1999), вторая чеченская война (1999—2000), военная кампания в Афганистане (2001—2002) — вот лишь часть этапов пути главного героя. Детали ряда миссий и ТТХ определенных видов спецоружия засекречены и по сей день, поэтому авторам пришлось пойти на сознательное искажение некоторых фактов.

## История создания
Со слов президента компании MiST Land South Виталия Шутова изначально была идея создания абсолютно достоверного симулятора, игры, которая бы показывала действия российского спецназа. Игру собирались сделать на движке «Кода Доступа: Рай», предыдущего тайтла компании, но в связи с прекращением делового сотрудничества с прежним издателем было потеряно право использовать технологии «Кода Доступа», так что движок делали с нуля.
Столкнувшись с необходимостью привлечения квалифицированных консультантов, разработчики обратились в ряд ветеранских организаций. Выяснилось, что многие люди, которые сидят в управлении, в теме соображают мало, однако при этом хотят много денег непонятно за что, и к тому же очень любят затягивать переговоры. Первые 6 месяцев были попросту бездарно потеряны: метания от одной ветеранской организации к другой ни к чему не привели.
Вскоре благодаря пресс-службе ФСБ России удалось выйти на центр специального назначения. Переломным моментом стала встреча с Геннадием Зайцевым. Этот человек — легенда группы «А», он стоял у её истоков, был командиром «Альфы» в течение очень долгого времени. После того как он дал своё «добро», разработчики наконец-таки получили действительно стоящий источник информации о спецназе в лице представителей Центра Специального Назначения (непосредственно центру подчиняются «Альфа» и «Вымпел»). Общение велось на уровне зам. нач. центра — звонили, обсуждали, что и когда нужно, после чего выделялся действующий специалист или группа специалистов, которые непосредственно консультировали по интересующим моментам.
Специалисты ЦСН, снабдили разработчиков полным описанием тактики ведения боя разных бандгрупп вплоть до психологических портретов конкретных личностей, предоставили материалы аэрофотосъемки и образцы оружия для съемки референсов.
Такое сотрудничество наложило на игру ряд ограничений. Из двух с половиной десятков сделанных для «АЛЬФЫ» уровней в игру вошло только 10. Несколько очень интересных карт были решительно отвергнуты, поскольку речь шла либо о разглашении военной тайны, либо действие миссии походило на дурное пророчество. (Интересный пример — штурм Ил-62. Была смоделирована альфовская площадка в Шереметьево и сам Ил-62 по чертежам, которые предоставил Центр, но потом настойчиво попросили от всего этого отказаться. Планировалась миссия с захватом школы, которая была спроектирована и реализована ещё в 2001 году. Её настойчиво попросили убрать, а чуть позже она, увы, «сбылась»). Очень много было ожесточенных споров на тему того, что показывать, а что нет.
Посередине разработки проект остался на год без руководителя, был взят новый геймдизайнер, который ещё не имел опыта подобной работы. «АЛЬФА» оказалась в подвешенном состоянии. Несколько раз проект переделывался полностью. Хаотичным изменениям подвергалось буквально все: художественное решение, геймплей, технологии. Особенно хорошо это было видно на графике — визуальный стиль игры полностью менялся несколько раз. В результате «АЛЬФА» сорвала сроки в 2 раза.
В борьбе за реалистичность:
- Предполагалось, что бойцы должны умирать от первой пули (в реальности, тем не менее, подобные случаи крайне редки). В итоге случился казус, когда на гамбургской выставке никто из посетителей не смог прожить в игре больше минуты. Пришлось плотно озаботиться тем, как продлить время жизни игроку на поле боя, при этом не потеряв в реалистичности[1].
- Реалистичная игра не всегда является интересной и играбельной. Чтобы игра не утонула в сложнейшей механике игропроцесса, в неинтуитивном интерфейсе, были уменьшены список доступных команд и возможностей, количество оружия, упрощена игровая механика[8].
- В игре насчитывается более ста видов оружия, из-за желания наделить каждый реальными характеристиками, в арсенале появилась куча одинаковых «стволов», отличающихся в жизни лишь теми параметрами, которые в игре реализовать либо невозможно, либо не нужно (удобство эксплуатации, отказоустойчивость…). Поэтому было принято решение «подгонять» характеристики, чтобы однотипное оружие различалось в параметрах: одно точнее, другое убойнее, третье быстрее. То же и с бронежилетами, их множество видов, но отличаются они только классом защиты, а в пределах класса — только удобством ношения и весом. Разработчики решили не захламлять инвентарь однотипными бронежилетами и сделали по одному виду на класс[8].
- Ради придания реализма отказались от разрушаемости окружения. Стена не рушится ни при стрельбе в неё из пулемета, ни при взрыве гранаты. Зато в игре честная баллистика и пробиваемость материалов (снайпер с В-94 легко может снять врага, прячущегося за не очень толстой кирпичной стеной)[8].
- Пришлось отказаться от поднятия оружия и боеприпасов с трупов врага, так как уставом строго-настрого запрещено использовать и подбирать чужое оружие: оно может быть заминировано, либо просто откажет в ответственный момент. Из игры исчезли и ножи, просто потому, что ни один человек не смог вспомнить ни одного случая реального их применения в бою[5].

В борьбе за геймплей:
- Пострадали характеристики бойцов. В начале все они, как настоящие альфовцы, были максимально «крутыми». Но с такими бойцами отпал элемент прокачки персонажей, так как совершенствоваться было некуда. Пришлось делать всех в начале игры слабыми и вялыми. Не тронули лишь характеристики, отвечающие за характер персонажа[8].
- Все уровни создавались по фотографиям и картам тех районов, где проходили боевые операции, но не было учтено, что эти же карты будут использоваться для многопользовательской игры. В итоге часть из них оказалась дизбалансными, что вызвало очень большие проблемы для балансировки мультиплеерных миссий[8].
- К ошибкам, допущенным из-за отрыва от конкретных технологий, можно отнести желание дизайнеров добавить в проект мирных жителей и животных. Были сделаны все необходимые 3D-модели, но в игре вы их не увидите. Причина: у этих моделей нестандартный скелет, потому для внедрения его в игру и для настройки физического движка потребывалось бы много времени. Роль мирных жителей и животных для геймплея была не так велика. Но то, что о проблеме внедрения нестандартного скелета своевременно не задумались, привело к лишней работе художников[8].

Забавные случаи из разработки:
- Сначала позы и движения разработчики моделировали… с самих себя. Конечно же, движения получились совсем не такими, как у реальных солдат в полном обмундировании. Было очень забавно смотреть, как профессиональные спецназовцы в тяжелой броне ходят с грацией программиста, который сидит за компьютером 8 часов в сутки. После этого за основу были взяты движения реальных бойцов, и анимации в игре сразу стали намного лучше[9].
- Нечетко поставленная задача программисту научить персонажа кидать гранаты привела к тому, что бойцы кидали гранаты со стопроцентной точностью независимо от параметров и по такой траектории, по какой её не сможет запустить ни один атлет[8].

## Особенности
Игра, сочетающая пошаговую стратегию и тактический симулятор. К созданию проекта были привлечены сотрудники отрядов «Альфа» и «Вымпел». Более 10-ти операций, имеющих реальные исторические прототипы; реалистичная симуляция боевых действий; реально существующая техника, оружие и экипировка отрядов специального назначения.
- Честная баллистическая модель. Траектория полёта пули просчитывается согласно достоверной физической модели. Учитывается всё: угол, расстояние, оружие, из которого стреляли. Так, убить врага через полкарты из пистолета не получится — пуля просто не долетит до цели![5]
- Повреждения рассчитываются с пугающей реалистичностью. Вы не увидите здесь ситуаций, при которых солдат получает несколько пуль в грудь, затем встает и укладывает пятнадцать боевиков. Попадание в голову или грудь — это верная смерть[5].
- Каждый боец наделен индивидуальными чертами характера и навыками, которые определяют его поведение на поле боя и взаимодействие с другими членами группы[10]. Характер может поменяться со временем. Навыки можно улучшать с помощью специальных курсов тренировок между миссиями[4].
- Новые люди приходят в отряд по мере развития сюжета, при этом новые люди будут появляться в заданные годы, так что «бесконечно пополнять потери личного состава» невозможно[5].

## Игровой процесс
Игрок выступает в роли командира отряда группы «Альфа» или других групп, предусмотренных сюжетом игры. Игра разбита на две стадии: подготовка к операции и собственно сама операция. Игровой процесс во время операции является пофазовым и состоит из следующих фаз: фаза расстановки, фаза планирования, фаза просчёта и фаза визуализации.
- Подготовка к операции. На этой стадии игрок получает информацию об операции, набирает и снаряжает команду. Все операции начинаются с этой стадии.
- Фаза расстановки. В этой фазе игрок расставляет своих бойцов в доступных для этого зонах, задает им позу и направление взгляда. Эта фаза доступна только один раз в самом начале операции.
- Фаза планирования. В этой фазе игрок отдаёт приказы своим бойцам, приказы можно отдавать цепочкой, то есть передвинуться сюда, затем залечь и повернуться в таком-то направлении. Необходимо спланировать действия своих подчиненных на ближайшие 20 секунд (можно и на большее время — всё зависит от личных предпочтений). При планировании следует учитывать возможное местоположение противника, предвидеть его действия, учитывать особенности местности. Подчиненные знают об окружающей обстановке лишь то, что они слышат и видят. Игрок видит и слышит всё то, что видят и слышат подчиненные, плюс у игрока есть возможность обозревать поле боя «сверху».
- Фаза просчёта. Когда планирование завершено, начинается фаза просчёта, в которой осуществляется просчёт выполнения приказов (20 секунд игрового времени), как для подчинённых игрока, так и для бойцов противника.
- Фаза визуализации. Это заключительная фаза, в которой показывается всё, что произошло за 20 секунд. Воспроизведение можно останавливать, перематывать, ускорять и замедлять. Камера свободная, так что всегда можно разглядеть то, что привлечёт внимание. После этой фазы игрок переходит снова в фазу планирования, чтобы спланировать следующие 20 секунд.

## Оружие
Базовое оружие имеет в игре модификации, включая установки оптических прицелов, подствольных гранатомётов. Для многих видов оружия существует возможность использования магазинов повышенной ёмкости, или патронов нескольких видов. Что использовать выбирает игрок перед миссией. Оружие варьируется в соответствии с годом, в котором происходит миссия, а также в зависимости от того, какое подразделение в миссии участвует. В одиночных миссиях главные действующие лица не только «Альфа», но также и простые части ВС РФ и ВВ РФ, для них набор доступного вооружения значительно меньше чем для «Альфы».

## Рецензии и обзоры
| Русскоязычные издания | Русскоязычные издания |
| Издание               | Оценка                |
| --------------------- | --------------------- |
| PlayGround.ru         | 8,5/10                |
| «Игромания»           | 8,5/10                |
| «ЛКИ»                 | 8,5/10                |
| «Страна игр»          | 8/10                  |

«„АЛЬФА“ показывает войну жестоко, но честно. К бойцам здесь начинаешь относиться как к живым товарищам, что придает игре особый смак. Ну, а в происходящее на экране веришь уже с первой минуты. Лично я ещё не видел игры, где война была бы столь реальна».
«„Альфа: Антитеррор“ — ода реализму. Реалистичность — одновременно и благо и проклятие игры; грандиозное достоинство и существенный недостаток. Правдоподобие, даже некая жизненность геймплея рождает интерес и вызывает азарт».
«Невероятно сложно по сравнению с другими тактическими играми, очень реалистично и оттого дико интересно, что же там, за поворотом. Ведь чем сложнее прохождение, тем радостнее успехи. Игра (а точнее, все-таки симулятор аля „Штурмовик“), определенно, не для всех. Для того, кто готов потратить массу драгоценного времени ради экзотического развлечения. Для тех, кто действительно ищет погорячее».
«Молодой поросли геймеров, скорее всего, не понять, что ты ощущаешь, битый час размышляя над следующим ходом в стратегической (!) игре. Это эмоции из первой половины девяностых, когда компьютеры были медленными, слова типа „ragdoll“ и „честная баллистика“ казались неприличными, а культовая X-Com передавалась из рук в руки на трех дискетах. Чувство, что каждый шаг, каждое решение, которое ты сейчас принимаешь, может оказаться решающим».
«„Альфа: Антитеррор“ — это чистый хардкор. Игра для тех, кто знает и понимает толк в грамотных стратегиях. Для тех, кто может смаковать каждый ход, каждую миссию часами. Для тех, наконец, кто любит думать».